# Berliner Mischung
Der Begriff Berliner Mischung beschreibt eine für die Stadt Berlin typische städtebauliche Art der Bebauung in Mischform aus Wohnen und Gewerbe. Die Parzelle ist in Blockrandbebauung bebaut und teilt sich dabei in ein Vorderhaus, Seitenflügel und einen bzw. mehrere Hinterhöfe auf. Das Vorderhaus verläuft längs zur Straße und entspricht den Charakteristika des typischen Berliner Mietshauses. In einer baulichen wie sozialen „Dreigliederung“ diente das Vorderhaus mit bürgerlicher Fassade als Wohnraum für das Bürgertum (Kaufleute, Beamte, Wohnungseigentümer), während die Seitenflügel in deutlich einfacherer Bauweise für das günstige und bescheidene Wohnen der Arbeiter und Rentner vorgesehen war. Im Hinterhaus bzw. in der Remise waren kleine Gewerbe, Manufakturen, Fuhrunternehmen, Reparatur- und Produktionsbetriebe ansässig.
Während der Begriff Berliner Mischung heute für das Verständnis der Mischung von Wohnen und Gewerbe im gesamten Stadtgebiet steht, wird der Sachverhalt gelegentlich auch unter dem Begriff Kreuzberger Mischung genannt. Während sich beide Begriffe in der Beschreibung des Wesens einer innenstädtischen, engen baulichen, sozialen und wirtschaftlichen Verflechtung gleich sind, so rekurriert der Begriff Kreuzberger Mischung eher auf die örtlich begrenzten Ausprägungen der Luisenstädtischen Bebauung (heutige Stadtteile Kreuzberg und Neukölln) und die politisch-gesellschaftlichen Auseinandersetzungen im Vorfeld der Internationalen Bauausstellung 1984/87 um die unterschiedlichen Konzepte der Stadtsanierung/Stadterneuerung Berlin (vgl. hierzu Flächensanierung, Behutsame Stadterneuerung).

## Ursprünge
Die ersten Bauten (in der Berliner Luisenstadt und der südlichen Friedrichstadt) dieser Art gehen in die Phase vor Mitte des 19. Jahrhunderts einsetzenden Industrialisierung zurück und wurden maßgeblich vom Stadtplaner James Hobrecht in dem von ihm 1862 zu Ende entwickeltem Bebauungsplan (sogenannter Hobrechtplan) für die Erweiterung Berlins antizipiert. Der Bebauungsplan Hobrechts sah die Mischung und Durchdringung von Wohnen und Gewerbe vor. Auch die typische Bauweise des Berliner Mietshauses geht auf diesen Bebauungsplan und die damalige Bauordnung zurück. Nach der bereits 1853 in Kraft getretenen und in den Folgejahren ergänzten Bauordnung musste ein Mietshaus an einer Straße gelegen sein und durfte nicht höher als die Breite der anliegenden Straße sein, die nach dem Hobrechtplan nun 22 m betrug (auch bekannt als sogenannte Berliner Traufhöhe). Die Innenhöfe mussten über eine Zufahrt für Löschfahrzeuge mit einer Mindestbreite von 2,51 m und der minimalen Höhe von 2,82 m zugänglich sein (§ 31) und in der Fläche die Mindestabmessungen von 5,335 m × 5,335 m aufweisen (§ 27). Dies gewährleistete der Feuerwehr den Zugang zum Hof und ermöglichte die Bewegung der Feuerspritze im Innenhof.
Außer den Anforderungen an die Bauhöhe, den Zugang für Löschfahrzeuge und weitere gesundheitliche bzw. hygienische Aspekte – die städtebauliche Erweiterung Berlins ging in ihrer Planung vorwiegend von der Planung der Kanalisation aus – wurden den damaligen Bauherren keine Vorgaben gemacht. Daher fiel die ebenfalls in Hobrechts Planungen vorgesehene „Durchgrünung“ der Höfe meist angesichts der Wohnungsknappheit in der stark wachsenden Stadt und dem Streben nach Ertragsmaximierung der Bauherren einer dichteren Bebauung einfacher Wohnungen für die Arbeiterschaft zum Opfer.

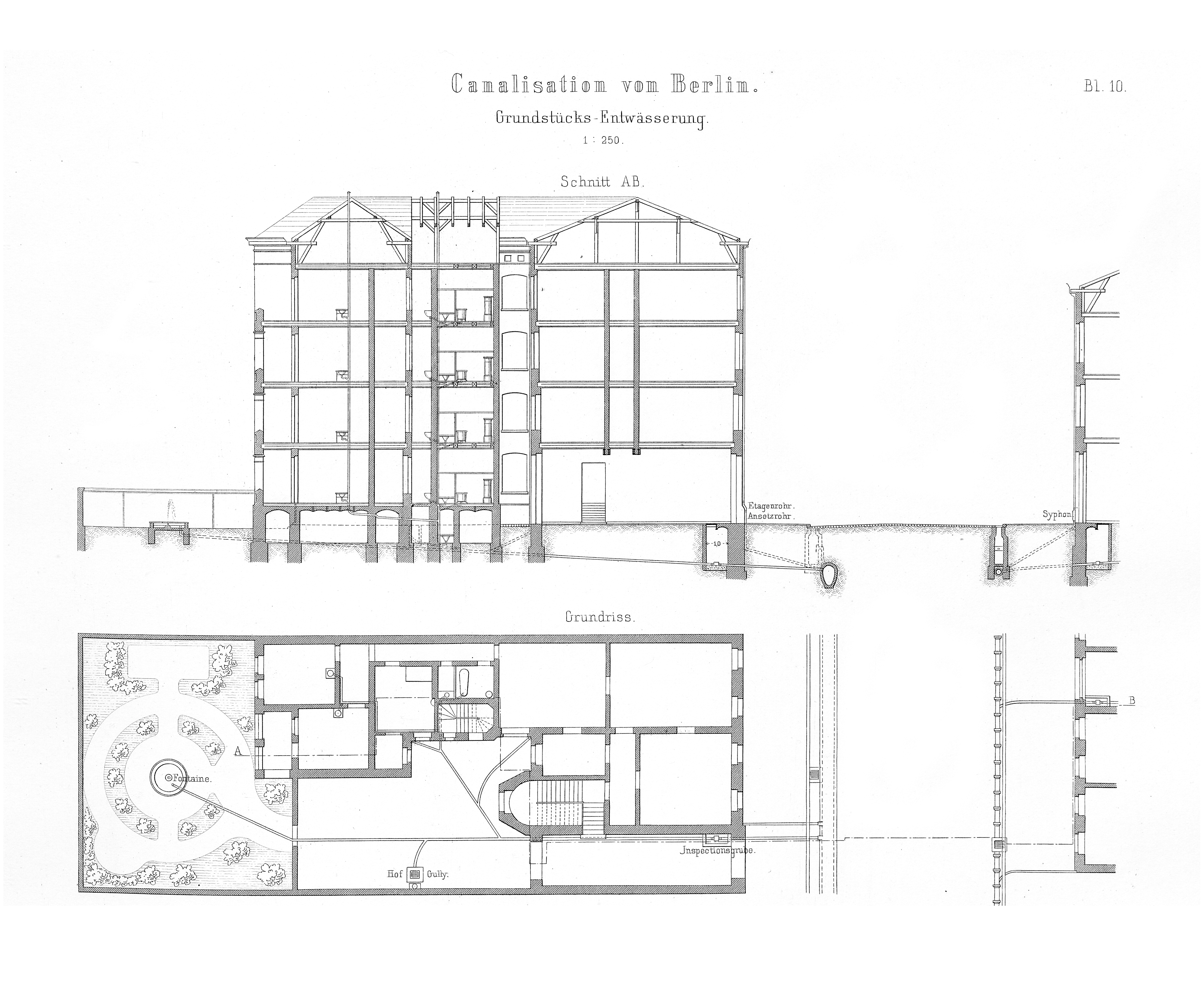
Die Canalisation von Berlin. Schnittzeichnungen Berliner Mietshaus mit Grundstücks-Entwässerung von James Hobrecht, 1884

Die Literatur geht davon aus, dass die von Hobrecht erdachte idealtypische Umsetzung einer durchmischten Bebauung auch Gartenanlagen in den hinteren Teilen der Parzellen anstelle von dichter Wohnbebauung vorsah. Die Abbildung zeigt dies anhand der Hobrechts eigener Zeichnungen.

## Heutiger Begriff
Im Vergleich zu anderen Metropolen hat sich in Berlin die Mischung aus Wohnen und Gewerbe bis in die heutige Zeit erhalten. So weist die Berliner Innenstadt nach wie vor eine hohe Dichte an Betrieben unternehmensnaher Dienstleistungen, der Kultur-Produktion sowie forschungs- und entwicklungsintensiven Produktionszweigen auf.
In der Berliner Stadtentwicklungspolitik spielt der Begriff daher auch heute noch eine bedeutende Rolle. Dort wird die Berliner Mischung als „urbane Nutzungsmischung“ also dem Nebeneinander bzw. „kleinteiligem Miteinander“ von Wohnen und „eingestreuten Gewerbelagen“ in der inneren Stadt verstanden und als Aufgabe der öffentlichen Daseinsvorsorge betrachtet. Die Berliner Mischung trägt demnach dazu bei, die Bevölkerung wohnortnah mit Reparatur- und Serviceangeboten unter anderem des Handwerks zu versorgen, wobei kleine Dienstleistungsbetriebe ebenfalls hinzugezählt werden können. Die Berliner Mischung ist ferner für den Erhalt von innenstadtaffinen Gewerbe und der Kunstproduktion wesentliche Voraussetzung.